# 藤田達士
藤田 達士（ふじた たつし）は、日本の医学者。群馬大学名誉教授。専門は麻酔学・蘇生学。栃木県出身。

## 来歴
旧制栃木県立栃木中学校を経て、東京大学医学部卒業。元群馬大学医学部教授。元群馬大学医学部附属病院長。

## 著書
- 「がんの「いたみ」克服の知恵」（真興貿易医書出版社）
- 「拮抗性鎮痛薬」（高橋長雄との共著）（克誠堂出版）